# Glenea spilota
Glenea spilota es una especie de escarabajo del género Glenea, familia Cerambycidae. Fue descrita científicamente por Thomson en 1860.
Habita en India, Birmania y Nepal. Esta especie mide 13-25 mm.